# Trilobachne cookei
Trilobachne  es un género monotípico de plantas herbáceas de la familia de las gramíneas o poáceas. Su única especie: Trilobachne cookei (Stapf) M.Schenck ex Henrard, es originaria de India.

## Sinonimia
- Polytoca cookei Stapf[2]